# Saint-Maurice-sur-Dargoire
Saint-Maurice-sur-Dargoire är en kommun i departementet Rhône i regionen Auvergne-Rhône-Alpes i östra Frankrike. Kommunen ligger i kantonen Mornant som tillhör arrondissementet Lyon. År 2018 hade Saint-Maurice-sur-Dargoire 2 358 invånare.

## Befolkningsutveckling
Antalet invånare i kommunen Saint-Maurice-sur-Dargoire
| Referens: INSEE |